# 竹毛蝨蚜
竹毛蝨蚜（学名：Ceratoglyphina bambusae）为扁蚜科圓尾扁蚜屬下的一个种。